# Næstved Idræts Forening
Il Næstved Idræts Forening (conosciuto anche come Næstved IF e NIF) è una polisportiva danese con sede a Næstved.
Il club è nato il 5 marzo 1939 dall'unione del Næstved Idræts Klub con il Næstved Boldklub. La sezione di calcio ha conseguito come principali successi due secondi posti nel Campionato danese di calcio nel 1980 e nel 1988 e qualche terza piazza negli anni settanta e ottanta. Nel 1973-1974 ha anche partecipato alla Coppa UEFA venendo però eliminata ai 32esimi di finale. Nel 1994 ha invece raggiunto la finale della Coppa di Danimarca contro il Brøndby IF, venendo però sconfitta per 3-1 ai calci di rigore. A partire dal 1º ottobre 1996, la divisione calcistica della polispotiva prese ufficialmente il nome di Næstved Boldklub e, dopo un periodo di crisi nel 2000, attualmente milita nella prima divisione danese di calcio (DBU), l'equivalente dell'italiana Serie B.
La polisportiva ha anche attiva una sezione di calcio a 5, con stessi colori sociali e stesso nome, che ha partecipato vittoriosamente all'European Champions Tournament 1986-1987 disputato a Maastricht, nel quale ha sorprendentemente sbaragliato la concorrenza battendo in semifinale il Dei Kreuninge per 5-2 ed in finale il ZVK Hasselt per 7-0: è così diventata l'unica squadra danese ad aggiudicarsi il trofeo . Si è successivamente laureata Campione di Danimarca nel campionato di massima divisione danese di calcetto, nel 2003.

## Palmarès

### Calcio a 5
- European Champions Tournament 1

1986-87
- Futsal Superliga: 1

2003